# Heger-kormány
A Heger-kormány Szlovákia koalíciós kormánya volt 2021. április 1. és 2023. május 15. között.

## Előzmények
A Szputnyik V vakcina vásárlása nyomán kirobbant koalíciós válságot követően az Igor Matovič vezette Matovič-kormány 2021. március 30-án benyújtotta lemondását. Zuzana Čaputová államfő Eduard Heger pénzügyminisztert kérte fel kormányalakításra. A kormányt a Matovič-kormányt is alkotó négy párt, az Egyszerű Emberek és Független Személyiségek (OĽaNO), a Család Vagyunk, a Szabadság és Szolidaritás (SaS) és a Az Emberekért (ZĽ) alkotja. A kormányt az államfő  2021. április 1-jén nevezte ki. A kormány tagjai két kivétellel azonosak a Matovič-kormány tagjaival. Az új kormányban a korábbi kormányfő, Igor Matovič pénzügyminiszteri tisztséget kapott.

## A kormány összetétele

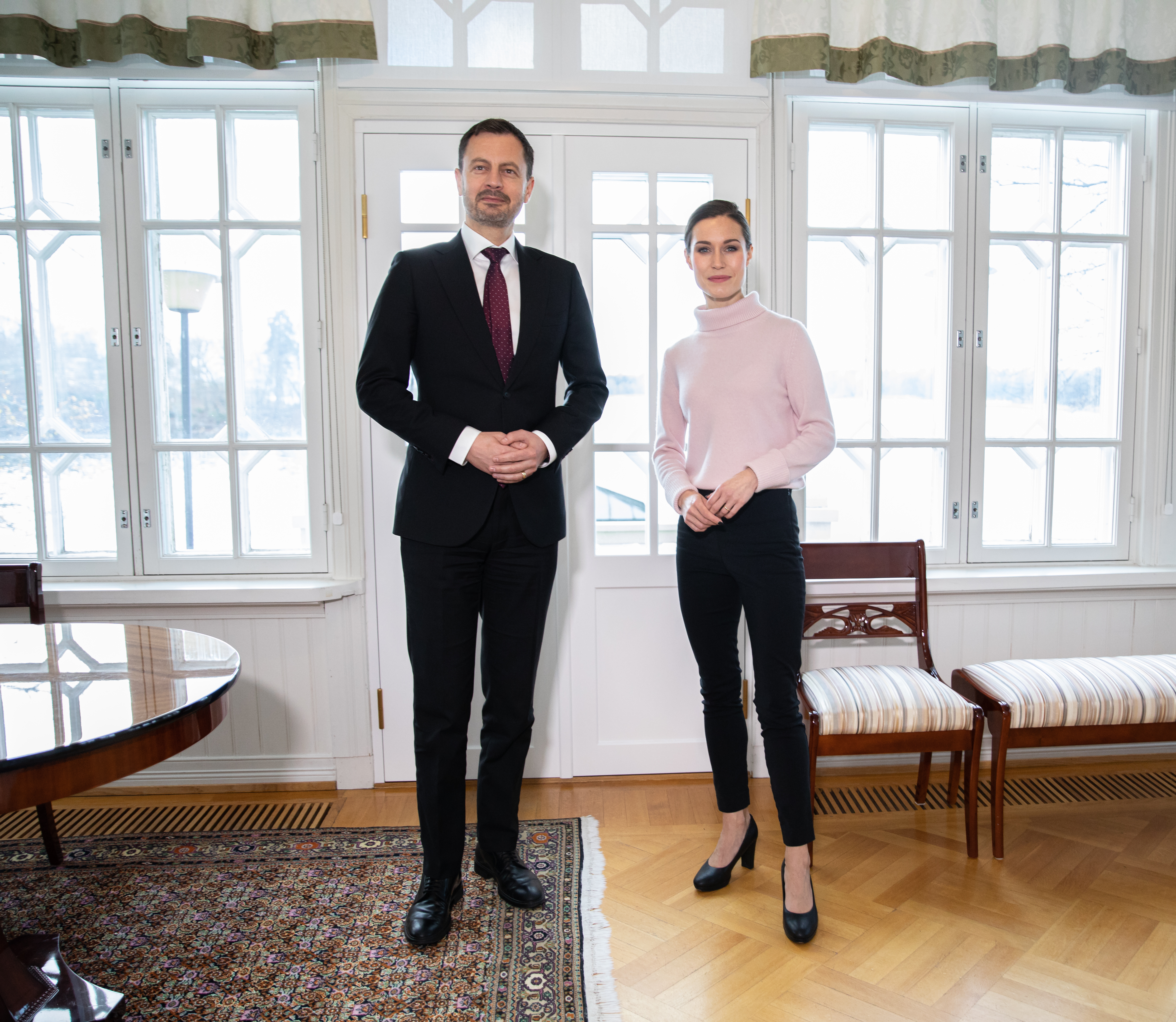
Eduard Heger szlovák és Sanna Marin finn miniszterelnök 2022-ben Helsinkiben

A Heger-kormányt 2021. április 1-jén nevezte ki Zuzana Čaputová köztársasági elnök, összetétele:
| Név | Hivatal kezdete      | Hivatal vége         | Párt                                 | Megjegyzés                               |
| Miniszterelnök                                                                                             | Miniszterelnök       | Miniszterelnök       | Miniszterelnök                       | Miniszterelnök                           |
| --- | -------------------- | -------------------- | ------------------------------------ | ---------------------------------------- |
| Eduard Heger                                                                                               | 2021. április 1.     | 2023. május 15.      | OĽANO                                |                                          |
| Gazdasági miniszter (egyben a gazdaságért felelős miniszterelnök-helyettes)                                |                      |                      |                                      |                                          |
| Richard Sulík                                                                                              | 2021. április 1.     | 2022. augusztus 31.  | SaS                                  | pártelnök                                |
| Karel Hirman                                                                                               | 2022. szeptember 13. | 2023. május 15.      | Demokraták                           |                                          |
| Jogalkotásért és stratégiai tervezésért felelős miniszterelnök-helyettes                                   |                      |                      |                                      |                                          |
| Štefan Holý                                                                                                | 2021. április 1.     | 2023. május 15.      | Család Vagyunk                       |                                          |
| Régiófejlesztésért, beruházásokért és digitalizációért felelős miniszter (egyben miniszterelnök-helyettes) |                      |                      |                                      |                                          |
| Veronika Remišová                                                                                          | 2021. április 1.     | 2023. május 15.      | Az Emberekért                        | pártelnök                                |
| Pénzügyminiszter (egyben miniszterelnök-helyettes)                                                         |                      |                      |                                      |                                          |
| Igor Matovič                                                                                               | 2021. április 1.     | 2022. december 23.   | OĽANO                                | pártelnök                                |
| Eduard Heger                                                                                               | 2022. december 23.   | 2023. május 15.      | OĽANO                                | ideiglenesen                             |
| Belügyminiszter                                                                                            |                      |                      |                                      |                                          |
| Roman Mikulec                                                                                              | 2021. április 1.     | 2023. május 15.      | OĽANO                                |                                          |
| Egészségügyi miniszter                                                                                     |                      |                      |                                      |                                          |
| Vladimír Lengvarský                                                                                        | 2021. április 1.     | 2023. március 3.     | független, a OĽANO jelöltje          |                                          |
| Eduard Heger                                                                                               | 2023. március 3.     | 2023. május 15.      | OĽANO                                | ideiglenesen                             |
| Védelmi miniszter                                                                                          |                      |                      |                                      |                                          |
| Jaroslav Naď                                                                                               | 2021. április 1.     | 2023. május 15.      | OĽANO                                |                                          |
| Mezőgazdasági és vidékfejlesztési miniszter                                                                |                      |                      |                                      |                                          |
| Ján Mičovský                                                                                               | 2021. április 1.     | 2021. június 8.      | OĽANO                                |                                          |
| Samuel Vlčan                                                                                               | 2021. június 8.      | 2023. május 15.      | független, a OĽANO jelöltje          |                                          |
| Környezetvédelmi miniszter                                                                                 |                      |                      |                                      |                                          |
| Ján Budaj                                                                                                  | 2021. április 1.     | 2023. május 15.      | OĽANO                                |                                          |
| Kulturális miniszter                                                                                       |                      |                      |                                      |                                          |
| Natália Milanová                                                                                           | 2021. április 1.     | 2023. május 15.      | OĽANO                                |                                          |
| Közlekedési és építésügyi miniszter                                                                        |                      |                      |                                      |                                          |
| Andrej Doležal                                                                                             | 2021. április 1.     | 2023. május 15.      | független, a Család Vagyunk jelöltje |                                          |
| Munkaügyi, szociális és családügyi miniszter                                                               |                      |                      |                                      |                                          |
| Andrej Doležal                                                                                             | 2021. április 1.     | 2023. május 15.      | független, a Család Vagyunk jelöltje | ideiglenesen, mint közlekedési miniszter |
| Külügyminiszter                                                                                            |                      |                      |                                      |                                          |
| Ivan Korčok                                                                                                | 2021. április 1.     | 2022. szeptember 13. | független, az SaS jelöltje           |                                          |
| Rastislav Káčer                                                                                            | 2022. szeptember 13. | 2023. május 15.      | Demokraták                           |                                          |
| Oktatási, tudományos, kutatási és sportminiszter                                                           |                      |                      |                                      |                                          |
| Branislav Gröhling                                                                                         | 2021. április 1.     | 2022. szeptember 13. | SaS                                  |                                          |
| Eduard Heger                                                                                               | 2022. szeptember 13. | 2022. október 4.     | OĽANO                                | ideiglenesen                             |
| Ján Horecký                                                                                                | 2022. október 4.     | 2023. május 15.      | független                            |                                          |
| Igazságügy-miniszter                                                                                       |                      |                      |                                      |                                          |
| Mária Kolíková                                                                                             | 2021. április 1.     | 2021. szeptember 8.  | Az Emberekért                        |                                          |
| Mária Kolíková                                                                                             | 2021. szeptember 8.  | 2022. szeptember 13. | SaS                                  |                                          |
| Viliam Karas                                                                                               | 2022. szeptember 13. | 2023. május 15.      | független                            |                                          |

## Bukása
A koalíciós pártvezetők, Richard Sulík (SaS) és Igor Matovič (OĽANO) közötti feszültséget nem oldotta meg a kormányfőváltás, és az új kormány eróziója egy év után elkezdődött. Matovič pénzügyminiszterként osztogatással próbálta visszaszerezni kormányfőként elvesztett népszerűségét. Az SaS 2022 szeptemberében kilépett a koalícióból. Ezután az SaS képviselői megpróbálták Matovičot leváltani, azonban tervük nem sikerült, ugyanis az új választást akaró ellenzéki képviselők nem szavazták meg a visszahívást, nehogy valahogy helyreállhasson a koalíció. 2022 decemberében a 2023-as költségvetés elfogadása után Matovič lemondott, pár nap múlva pedig a kisebbségbe szorult kormány elbukta a bizalmi szavazást a parlamentben, ezután ügyvezetőként látta el feladatait. Az előrehozott parlamenti választásig azonban már nem tudta kihúzni, 2023 májusában sorra lemondtak a miniszterei, 2023. május 7-én pedig lemondott maga a kormányfő is. Heger elismerte, hogy nem volt képes kordában tartani a Sulík–Matovič-párharcot, és az övé a felelősség a kaotikus kormányzásért.
Időközben 2023. március 6-án  Eduard Heger kilépett az OĽaNO-ból, másnap pedig Az emberekértből kilépett Miroslav Kollárral Demokraták (Demokrati) néven új jobboldali gyűjtőpártot alapított Mikuláš Dzurinda egykori kormányfő közreműködésével, melynek az elnöke is lett.

## Külső hivatkozások
- A káosz éve fejetlenséget hozott Szlovákiában – Index.hu, 2023. február 20.